# Dmitri Witaljewitsch Skljarow

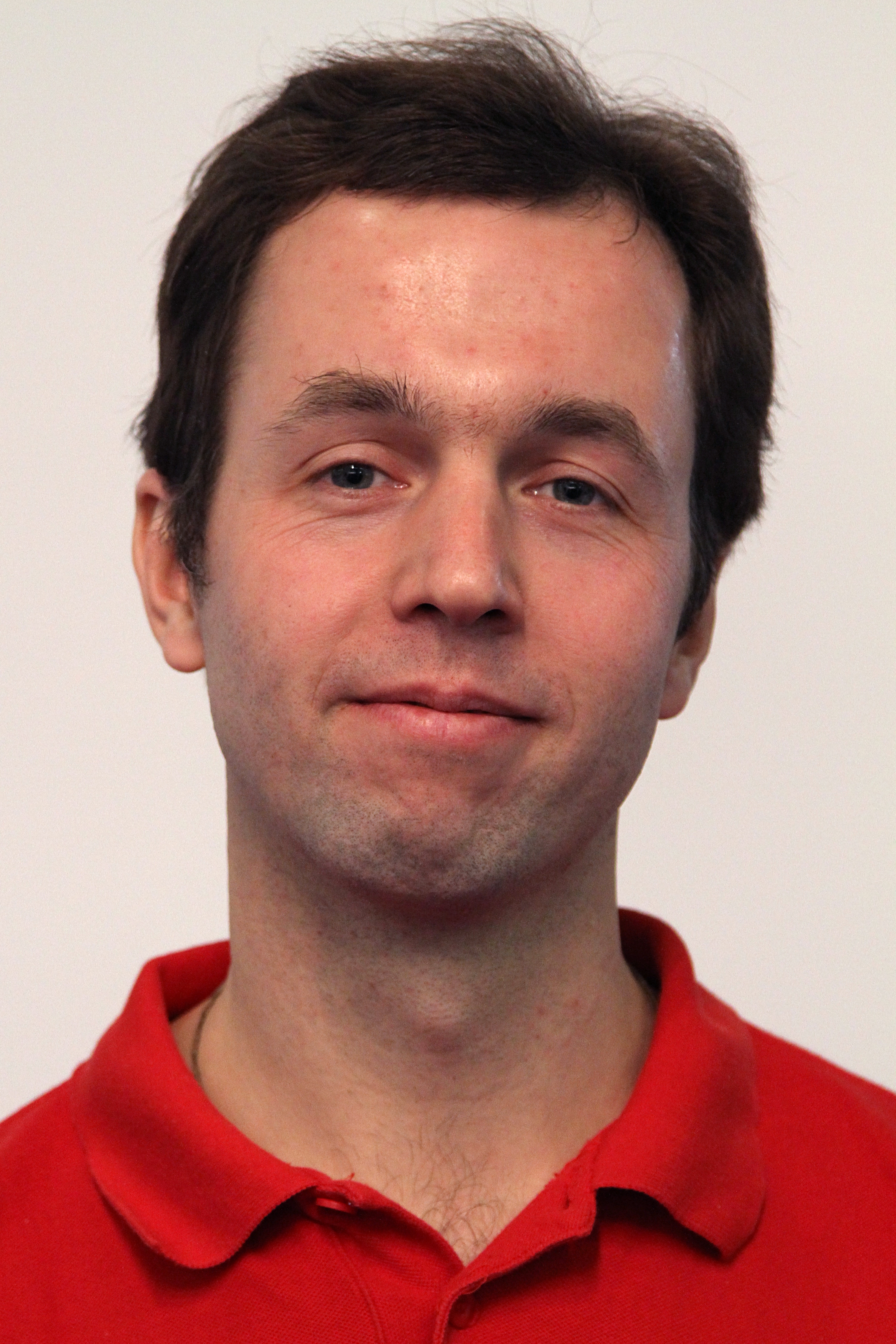
Dmitri Skljarow (2010)

Dmitri Witaljewitsch Skljarow (russisch Дмитрий Витальевич Скляров, wiss. Transliteration Dmitrij Vital'evič Skljarov; * 18. Dezember 1974) ist ein russischer Programmierer. Bekanntheit erlangte er, als er 2001 in den Vereinigten Staaten von Amerika wegen eines angeblichen Verstoßes gegen den Digital Millennium Copyright Act im Zusammenhang mit einem von ihm erstellten Computerprogramm verhaftet wurde.
Skljarow war Student der Physik und beschäftigte sich mit Kryptoanalyse. Zugleich war er Angestellter des russischen Softwareherstellers ElcomSoft, für den er die Software The Advanced eBook Processor (AEBPR) erstellte.
Am 16. Juli 2001, nachdem er einen Vortrag zum Thema „eBook’s Security – Theory and Practice“ auf der DEFCON-Konferenz in Las Vegas gehalten hatte, wurde er vom FBI verhaftet, als er gerade im Begriff war, nach Moskau zurückzukehren. Er wurde beschuldigt, ein Produkt entworfen zu haben, mit dem man Vorkehrungen zum Schutz des Copyrights umgehen kann.
Am Tag nach seiner Verhaftung wurden mehrere Websites und Mailinglisten aufgesetzt, um damit den Protest gegen die Maßnahme zu organisieren. Viele davon benutzten den Slogan „Free Dmitry“ oder „Free Sklyarov“. Der Hauptaspekt dieser Kampagnen war, dass bei der DEF CON keine Verletzungen der DMCA begangen wurden und dass der DMCA in Russland nicht gültig ist. Unter diesen Gesichtspunkten wurde (nach Ansicht der Seitenbetreiber) Skljarow für etwas eingesperrt, das nach Recht und Gesetz völlig legal war. Weiterhin wurde eine Kampagne zum Boykott von Produkten des Unternehmens Adobe gestartet, da dieses als mutmaßlicher Auslöser der Vorkommnisse galt.
Am 19. Juli 2001 veröffentlichte die Association of American Publishers eine Pressemitteilung, in der sie bekannt gab, dass sie die Verhaftung unterstützen würde. Adobe unterstützte die Verhaftung zu Anfang, aber nach einem Treffen mit der Electronic Frontier Foundation kam es am 23. Juli 2001 zu einer gemeinsamen Pressemitteilung, in der seine Freilassung empfohlen wurde. Davon unberührt führte Adobe seine bereits laufende Klage gegen ElcomSoft weiter.
Nach Skljarows Verhaftung wurde er kurz in einem regionalen Gefängnis in Las Vegas gefangen gehalten; danach war er in Oklahoma City im Federal Prisoner Transfer Center bis zum 3. August 2001, als er an das Bundesgebäude in San José (Kalifornien) überstellt wurde.
Am 6. August 2001 wurde Skljarow gegen eine Kaution von 50.000 US-Dollar freigelassen, wobei ihm verboten wurde, Nord-Kalifornien zu verlassen. Die Anklagen gegen Skljarow wurden später im Austausch gegen Zeugenaussagen fallen gelassen. Ihm wurde am 13. Dezember 2001 erlaubt, nach Russland zurückzukehren.
Am 18. Dezember 2002 wurde nach einer zweiwöchigen Gerichtsverhandlung in San Jose durch eine Jury festgestellt, dass ElcomSoft unabsichtlich die US-Gesetze verletzt hatte.
Momentan ist Skljarow Dozent am Institut für Informationssicherheit der Staatlichen Technischen Universität Moskau. Er ist verheiratet und hat zwei Kinder.